# Béla Ernyey
Béla Ernyey (ur. 10 czerwca 1942 w Budapeszcie) – węgierski aktor telewizyjny i filmowy, piosenkarz.

## Życiorys
Urodził się w Budapeszcie. Przez cztery lata uczęszczał do Toldy Ferenc Gimnázium, gdzie był uczniem późniejszego premiera Józsefa Antalla. W 1965 roku ukończył studia w Akademii Teatralnej i Filmowej (Színház és Filmművészeti Főiskolán) i dostał angaż do teatru Győri Nemzeti Színház w Győr. W 1966 roku związał się z Teatrem Komedii w Budapeszcie, gdzie grał klasyczne i współczesne role w takich spektaklach jak Romeo i Julia, Színház Williama Somerseta Maughama, Gry pałacowe (Játék a kastélyban) Ferenca Molnára czy Opowieści Lasku Wiedeńskiego Ödöna von Horvátha. W 1974 roku wystąpił w musicalu Boba Fosse Pippin.
Zdobył sympatię telewidzów jako książę László Rémai w serialu M1 Książę i żołnierz (Princ, a katona, 1966-67). Károly Makk zaangażował go do roli Pali w komedii Szalone wakacje (Bolondos vakációban, 1968). Pojawił się jako Von Lipzig w dramacie kryminalnym Davida Hemmingsa Zwyczajny żigolo (Schöner Gigolo, armer Gigolo, 1978) z udziałem Davida Bowiego, Marlene Dietrich, Kim Novak, Marią Schell i Wernera Pochatha, z którym wcześniej spotkał się na planie Córka Rosemary (Rosemaries Tochter, 1976). W dramacie telewizyjnym Istvána Szabó Bali (1983) wystąpił jako Geza Tassy.
30 października 1981 poślubił Mari Szür. Jednak doszło do rozwodu. 13 czerwca 2009 ożenił się z Dórą.

## Wybrana filmografia

### Filmy fabularne
- 1965: Der Kongreß amüsiert sich
- 1966: Byłam głupią dziewczyną (Butaságom története) jako sprzedawca w sklepie obuwniczym
- 1968: Wspaniałe wakacje (Bolondos vakáció) jako Pali
- 1970: Poeta i rycerz (Szep magyar) jako książę Amalfi
- 1972: Nápolyt látni és… jako Laczkó Ferenc
- 1973: Mein Onkel Benjamin jako De Fourier
- 1975: Meine Schwester und ich (TV) jako dr Roger Fleuriot
- 1976: Córka Rosemary (Rosemaries Tochter) jako Vokurka
- 1976: Rosemaries Tochter jako John
- 1978: Zwyczajny żigolo (Schöner Gigolo, armer Gigolo) jako Von Lipzig
- 1979: Październikowa niedziela (Októberi vasárnap) jako Hoffmann (głos)
- 1981: Zwariowana rodzina (A szeleburdi család) jako Ferenc Faragó
- 1981: Tündér Lala
- 1984: Bali (TV) jako Geza Tassy
- 1984: Bolondok bálja (TV) jako chłopak Rátóti
- 1985: Marie Ward – Zwischen Galgen und Glorie
- 1999: Ein Herz wird wieder jung jako Gesa Rottwanier

### Seriale TV
- 1966–67: Princ, a katona (13 odcinków) jako Książę László Rémai
- 1972: Kiskirályok jako VII. Emánuel
- 1986: Detektivbüro Roth jako Dieter Borofschik
- 1986: Irgendwie und Sowieso jako Ricky
- 1987: Statek-widmo (Das Traumschiff: Mexiko)
- 1991: Tatort: Animals jako Klaus Pelzer
- 1993: Freunde fürs Leben jako Janosch Borg
- 1995–96: Jede Menge Leben jako Clemens Berger
- 1997: Rosamunde Pilcher: Die zweite Chance jako Henry Potten
- 2000: Nasz Charly (Unser Charly) jako Marius Bergmann
- 2001: Elsö generáció jako Oszkár Halmy
- 2001: Telefon 110 (Polizeiruf 110: Seestück mit Mädchen)
- 2004: Der Ferienarzt jako Conte Claudio Maldini
- 2005: SOKO Wien: Planspiele jako Balasz Tarocky

## Dyskografia

### Single
- 1976: "Wenn du träumst"[2]
- 1977: "Aber Bela" (LP Phonogram Hamburg)[2]
- 1979: "Wenn man noch reden kann"[2]
- 1979: "Eine total verrückte Nacht"[2]

### Albumy
- 1975: Musical-Erfolge Von Seinerzeit (Theater an der Wien, Lied Nr. 17: Pippin Frei muß ich sein!)
- 1999: 25 Év (wyd. Columbia COL 494487 2)[2]

## Publikacje
- John Cunningham: The Cinema of István Szabó: Visions of Europe. Columbia University Press, 2014.
- Iris Verlag: Träume sind gefährlich: Az álmok veszélyes dolgok. Budapeszt, F.A. Herbig Verlagsbuchhandlung GmbH, 1987. ISBN 3-77661-503-6.
- Béla Ernyey: Hölgyválaszaim. Budapeszt, Bestline Verlag, 2002. ISBN 963-528-602-3.
- Béla Ernyey: Curva pericosola. Magyar Könyvklub, 2003. ISBN 963-547-986-7.
- Sznobbarométer: praktikus kézikönyv feltörekvők számára. Magyar Könyvklub, 2004. ISBN 963-549-133-6.Sprawdź autora:1.
- Béla Ernyey: Tapadós tangó. Budapeszt, Athenaeum Verlag, 2006. ISBN 963-9615-45-5.
- Béla Ernyey: A P@si. I.A.T Verlag, 2008. ISBN 978-963-9885-02-8.
- Béla Ernyey, Dóra Balaton: Ünnepek és hétköznapok. Boook Verlag, 2011. ISBN 978-963-8894-25-0.